# Kepler-24 c
Kepler-24 c è un esopianeta in orbita attorno alla stella Kepler-24, situato nella costellazione della Lira. È stato scoperto dal telescopio Kepler nel gennaio 2012. Orbita intorno alla sua stella madre a sole 0,106 unità astronomiche di distanza, e a sua distanza completa un'orbita una volta ogni 12,3335 giorni.